# Regiekonzept

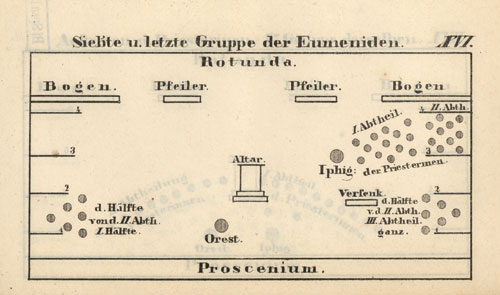
Inszenierungsplan zu einer Oper; aus Franz Grüners Kunst der Scenik, Wien 1841

Das Regiekonzept ist ein Konzept zur Umsetzung eines Stückes im Theater, Oper, Hörfunk oder Fernsehen. Dabei können sämtliche Implikationen aus aktueller Situation, historischem Bezug, inhaltlichen Präferenzen der Beteiligten usw. miteinbezogen werden.
Das Regiekonzept entsteht weniger als 'genialischer Akt' denn als Ergebnis einer – teils systematischen – Durcharbeitung des zu inszenierenden Werkes. Bei der Erarbeitung wirken oft andere Gewerke mit wie Dramaturgen, Bühnenbildner, Kostümbildner und Lichtgestalter.

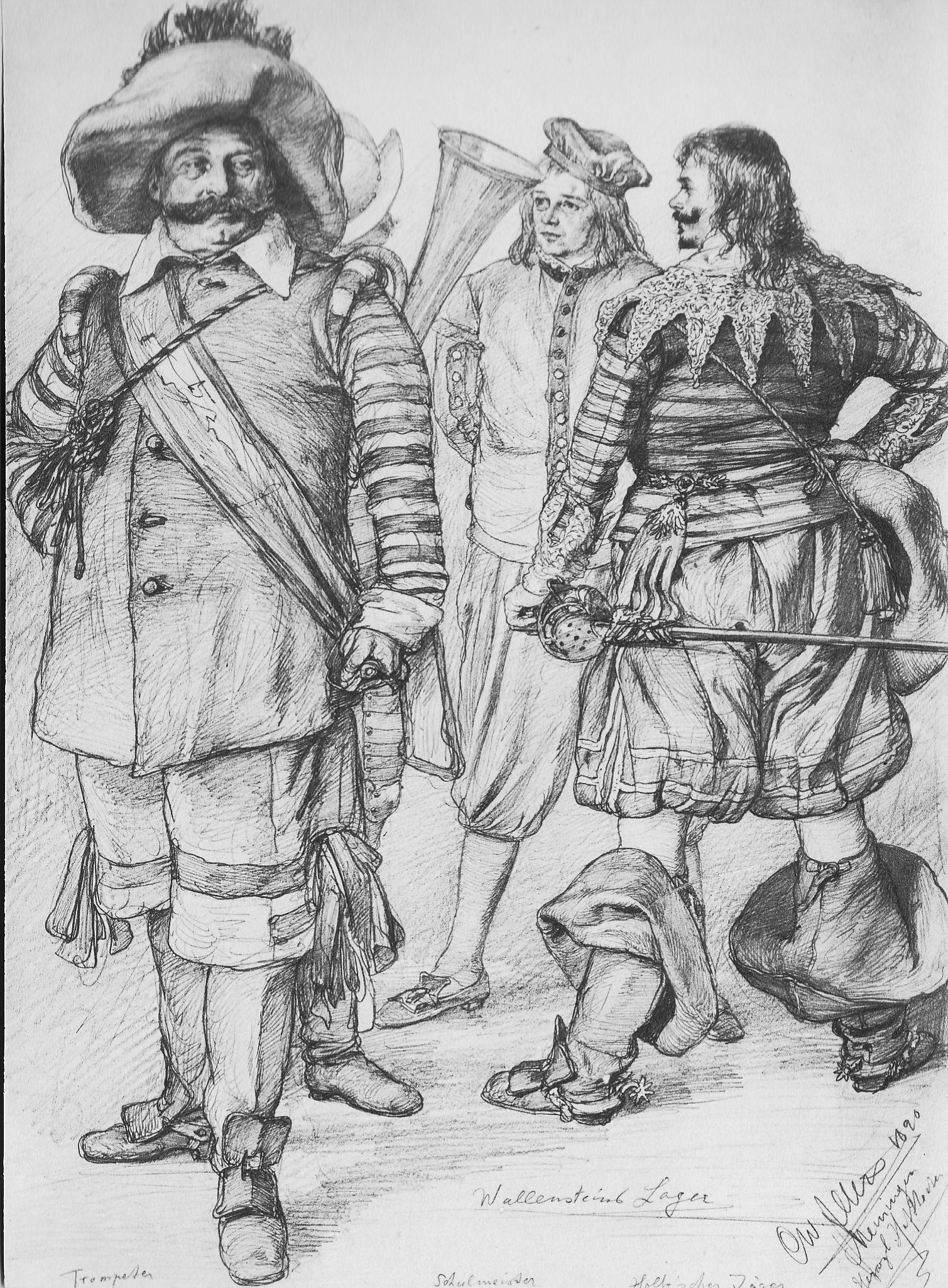
Skizze zu Schillers Wallensteins Lager. Die Meininger

Von einem Regiekonzept im heutigen Sinne kann zum ersten Mal bei den Meiningern gesprochen werden. Herzog Georg II., der sein Hoftheater vollständig inhaltlich reformierte und so zu einem Wegbereiter der modernen Regie- und Schauspielkunst wurde, führte in seinen Regiekonzepten alle szenischen Mittel zu einem Ganzen zusammen. Dazu gehörte das Bühnenbild, das eine möglichst perfekte Illusion des Schauplatzes geben sollte, außerdem verschiedene Lichtstimmungen, Raumwirkungen, Atmosphäre und Musik. Gemeinsam mit dem möglichst realistischen und psychologisch glaubwürdigen Spiel der Schauspieler sollte ein künstlerisches Gesamtwerk entstehen, das es vermochte, den Zuschauer in eine vollständige Illusion zu versetzen. Dieser Weg wurde insbesondere von dem Regisseur Max Reinhardt fortgeführt und perfektioniert.
Auch Bertolt Brecht war für seine ausgefeilten Regiekonzepte berühmt. Gemeinsam mit einem Team von Mitarbeitern entwickelte Brecht detaillierte Vorarbeiten für seine Inszenierungen. Bis in die szenischen Details wurden Lösungen theoretisch durchdacht, diskutiert und anhand eines Modells durchgespielt, bevor sie mit den Schauspielern geprobt wurden. Diese Vorarbeiten fanden häufig Eingang in die Brechtschen "Modellbücher", in denen der Regisseur seine Theaterarbeit detailliert fixierte und nicht selten zum Maßstab für künftige Inszenierungen erhob.
Ob Regiekonzepte schriftlich fixiert werden oder dem jeweiligen Ensemble vom Regisseur mündlich mitgeteilt werden, liegt heute meist im Ermessen des Regisseurs und seines Teams. Im Theater wird das Regiekonzept meist auf der sogenannten Konzeptions- oder Leseprobe vorgestellt. Auf dieser Probe, an der neben den Schauspielern auch alle Gewerke teilnehmen, erläutert der Regisseur seine Absichten für die Inszenierung. Auch die Bühnen- und Kostümbildner stellen ihre Entwürfe vor. Häufig erhalten die Schauspieler zusätzlich ein vom Dramaturgen erarbeitetes Material, in dem das Regiekonzept durch Informationen zum historischen Hintergrund und zur Entstehungsgeschichte des Werkes sowie Erläuterungen zu den einzelnen Figuren und aktuelles assoziatives Material verdeutlicht und angereichert wird.